# Васильевский остров (фильм)
«Васильевский остров» — российский четырёхсерийный фильм 2008 года режиссёра Владимира Шевелькова о четырёх семьях, живущих в коммуналке в центре города.

## Сюжет
В питерской коммуналке на Васильевском острове умирает Елена, хозяйка одной из комнат. Уже на поминках соседи поднимают вопрос о том, кому достанется комната покойной. Каждый из жильцов видит себя её владельцем.
В квартире появляется Зинаида, сестра усопшей, которая привозит в комнату на проживание дочь своей подруги, Машу, выдавая её за свою внучку.
В суматохе квартирной истории всплывает давняя блокадная история, когда по доносу матери Анны Игнатьевны сотрудниками НКВД была во дворе дома расстреляна мать Елены и Зинаиды.
Зинаида устраивает тендер по продаже комнаты между соседями.
В квартире живёт семья грузинских эмигрантов. Глава семьи Тенгиз держит ресторан и регулярно закрашивает оскорбления, которые краской наносят на стену. Между его сыном Леваном и Машей возникают отношения. Машу преследует её бывший парень. Будучи отчисленным из института, Леван уходит от родителей и вместе с Машей снимает комнату. Маша сообщает о своей беременности. Ухажёр Маши открывает охоту за Леваном. В потасовке во дворе Леван получает ножевое ранение.
Своё 19-летие Леван встречает в больнице с Машей и в кругу родных. В квартире все обитатели готовят комнату к выздоровлению Левана и родам Маши.
Анна Игнатьевна делает первый шаг к сближению и примирению с Зинаидой Ивановной. Детская фотография растопила чувства, давние обиды — прощены.

## В ролях
- Алиса Фрейндлих — Анна Игнатьевна
- Екатерина Васильева — Зинаида Ивановна Титова
- Иван Шведов — Илья / дед Ильи
- Зураб Кипшидзе — Тенгиз Шалвович
- Ия Нинидзе — Нана, жена Тенгиза
- Игорь Шибанов — Семён, муж Анны Игнатьевны
- Полина Филоненко — Маша
- Руслан Нанава — Леван, сын Тенгиза и Наны
- Дарья Юргенс — Алла, жена Ильи
- Наталья Щербакова — Соня, дочь Анны Игнатьевны и Семёна
- Татьяна Ткач — мать Ильи
- Наталья Данилова — мать Зинаиды
- Игорь Копылов — Блондинчик
- Михаил Бондарук — Гена
- Лев Цвейг — Андрей
- Михаил Шахов — Снегирёв
- Юра Зарубин — Игнат, сын Сони
- Владимир Шевельков — пассажир в маршрутке
- Ирина Некрасова (Золотарёва) — эпизод (в титрах Золотарева)

## Съёмочная группа
- Автор сценария: Марина Мареева
- Режиссёр-постановщик: Владимир Шевельков
- Оператор-постановщик: Степан Коваленко
- Художник-постановщик: Сергей Чижов
- Композитор: Леонид Резетдинов
- Звукорежиссёры:
  - Александр Дударев
  - Сергей Якимов
- Художник по костюмам: Елена Дронова
- Государственный симфонический оркестр Санкт-Петербурга
- Дирижёр: Александр Титов
- Исполнение романса на стихи Марины Цветаевой: Вероника Джиоева
- Исполнительный продюсер: Владимир Бортко
- Продюсеры:
  - Владимир Досталь
  - Дарья Досталь